# Élections générales espagnoles de 1865
Les élections générales espagnoles de 1865 sont les élections à Cortès célébrées en Espagne le 1er décembre 1865, durant la période de crise finale du règne d'Isabelle II, au suffrage censitaire masculin.
La législature s'ouvre le 27 décembre 1865, les Cortès sont suspendues le 11 juillet 1866 et la législature prend fin le 2 octobre suivant.

## Contexte
En juin 1865, la reine Isabelle II nomme de nouveau le général O'Donnell à la présidence du conseil des ministres.
La première mesure de son gouvernement est l'adoption d'une nouvelle loi électorale qui augmente considérablement le nombre d'électeurs et remania la carte électorale, visant à obtenir — sans succès — le ralliement à la monarchie des progressistes et mettre fin au climat révolutionnaire. Peu de temps après son approbation, les Cortès sont suspendues et ne sont rétablies que le 27 décembre suivant, après les élections.
À l'issue des élections, le président du Congrès est Antonio de los Ríos Rosas.
Quelques jours après le début de la législature, O'Donnell doit faire face au pronunciamiento de Villarejo de Salvanés lancé par le général progressiste Juan Prim.
Durant les mois suivants, de multiples conspirations révolutionnaires sont fomentées dans les garnisons militaires. La tentative la plus importante avant le triomphe de la révolution de septembre 1828 est le soulèvement de la caserne de San Gil, le 22 juin 1866 à Madrid.